# Urotrygon venezuelae
Urotrygon venezuelae är en rockeart som beskrevs av Schultz 1949. Urotrygon venezuelae ingår i släktet Urotrygon och familjen Urotrygonidae. IUCN kategoriserar arten globalt som nära hotad. Inga underarter finns listade i Catalogue of Life.